# RubikOne
RubikOne − album Piotra Rubika, którego premiera odbyła się 22 maja 2009. Do współpracy zaprosił on jedenaście wokalistek śpiewających jego kompozycje. Tytuł nawiązuje do wcześniejszego albumu Piotra Rubika Rubikon.
Album uzyskał status złotej płyty.

## Lista utworów
1. „Magiczna moc” (śpiewa Iwona Węgrowska, słowa Jakub Należyty)
2. „Bez słów” (śpiewa Halina Młynkowa, słowa Halina Młynkowa i Łukasz Nowicki)
3. „Chociaż raz” (śpiewa Anna Józefina Lubieniecka)
4. „Teraz wiem” (śpiewa Joanna Liszowska, słowa Aleksander Nowakowski)
5. „Nie wiń mnie” (śpiewa Iwona Węgrowska, słowa Patrycja Kosiarkiewicz)
6. „Osobność” (śpiewa Paulina Lenda, słowa Jacek Cygan)
7. „Twoja” (śpiewa Zosia Nowakowska, słowa Joanna Włodarska)
8. „Mer Garune” (śpiewa Aida Kosojan-Przybysz, słowa Aida Kosojan-Przybysz)
9. „Love Saves the Day” (śpiewa Asia Si, słowa Marek Śledziewski)
10. „Modlitwa o wiarę w siebie” (śpiewa Ewa Maria Lewandowska, słowa Jacek Cygan)
11. „Most dwojga serc” (śpiewają Marta Moszczyńska i Piotr Rubik)
12. „Too Far From Here” (śpiewa Isis Gee, słowa Agnieszka Tempczyk)
13. „Kiedy mężczyzna płacze” (śpiewa Piotr Rubik)

## Single
1. „Magiczna moc” - 2009 (Polska - #23)

## Sprzedaż
| Oficjalna Lista Sprzedaży OLiS |    |    |    |    |    |    |    |    |    |    |    |    |    |    |    |    |    |    |    |    |
| Tydzień                        | 01 | 02 | 03 | 04 | 05 | 06 | 07 | 08 | 09 | 10 | 11 | 12 | 13 | 14 | 15 | 16 | 17 | 18 | 19 | 20 |
| Pozycja                        | 24 | 8  | 11 | 10 | 6  | 12 | 27 | 30 | 35 | 31 | 48 | 45 | 29 | 18 | 22 | 27 | 48 | 47 | -  | -  |